# ラファエル・ポロ
ラファエル・ポロ（Rafael Polo, 1993年4月2日 - ）は、ドミニカ共和国ペラビア州バニ出身のプロ野球選手（内野手）。右投右打。現在は、フリーエージェント（FA）。NPBでは育成選手であった。

## 経歴

### プロ入りとヤンキース傘下時代
2010年、16歳でニューヨーク・ヤンキースと契約を結んだ。この年は、ドミニカン・サマーリーグ・ヤンキースでプレーした。ここでは、63試合で打率.323の成績を残した。
2011年もドミニカン・サマーリーグ・ヤンキースでプレーした。この年は、55試合に出場し、打率.245と前年度から成績を下げたが10盗塁をマークし、自慢の俊足を発揮したシーズンとなった。
2012年は、ドミニカン・サマーリーグ・ヤンキースでわずか1試合の出場にとどまった。6月7日に自由契約となった。

### 楽天時代
2012年11月に岡山県倉敷市で行われた東北楽天ゴールデンイーグルスの秋季キャンプにエドガー・ララとともにテスト生として参加した。
2013年1月7日に楽天との育成選手としての契約合意が発表され、1月26日に入団会見を行った。あえてスペイン語通訳を置かず、若手選手と一緒に寮生活を送っていた。だが、日本の生活になじめなかったことから、6月18日にララと共に契約解除となった。イースタン・リーグ22試合に出場して、打率.227、1本塁打、3打点という成績であった。

### 四国アイランドリーグ・愛媛時代
2015年3月10日に、日本の独立リーグである四国アイランドリーグplusの愛媛マンダリンパイレーツへラファエル・フェルナンデスと共に入団した事が発表された。
2016年シーズンは打率.329を記録し、年間総合優勝したチームでリーグの首位打者となった。シーズン終了後、後期およびシーズンのMVPとベストナインに選出された。2017年シーズンも愛媛でプレーし、最多打点のタイトルを獲得した。2017年シーズン終了後に退団（任意引退）が発表された。

### BCリーグ・信濃時代
2018年3月20日、ベースボール・チャレンジ・リーグの信濃グランセローズへの入団が発表された。

### BCリーグ・群馬時代
2019年は1月末日時点で信濃と契約しておらず、無所属の状態となっていたが、2月25日に同じベースボール・チャレンジ・リーグの群馬ダイヤモンドペガサスへ入団することが発表された。2019年6月8日の対茨城アストロプラネッツ戦において、サイクル安打を達成した（リーグ5人目）。このシーズンはリーグの最多本塁打と最多打点の2冠を獲得し、ベストナインならびにリーグの野手部門MVP（前期およびシーズン）に選出された。2019年シーズン終了後、群馬を退団（自由契約）することが発表された。

### 独立リーグ退団後
2021年7月2日にメキシカンリーグのモンクローバ・スティーラーズに入団したが、3試合に出場して10打数1安打の結果に終わり、同月中にリリースされた。

## 詳細情報

### 年度別打撃成績
- 一軍公式戦出場なし

### 独立リーグでの打撃成績
| 年 度    | 球 団    | 打 率 | 試 合 | 打 席 | 打 数 | 得 点 | 安 打 | 二 塁 打 | 三 塁 打 | 本 塁 打 | 打 点 | 三 振 | 四 球 | 死 球 | 犠 打 | 犠 飛 | 盗 塁 | 長 打 率 | 出 塁 率 | 併 殺 打 | 失 策 |
| -------- | -------- | ----- | ----- | ----- | ----- | ----- | ----- | -------- | -------- | -------- | ----- | ----- | ----- | ----- | ----- | ----- | ----- | -------- | -------- | -------- | ----- |
| 2015     | 愛媛     | .276  | 32    | 92    | 87    | 14    | 24    | 1        | 1        | 2        | 9     | 15    | 3     | 1     | 1     | 0     | 4     | .379     | .307     | 3        | 5     |
| 2016     | 愛媛     | .329  | 64    | 280   | 258   | 32    | 85    | 18       | 2        | 3        | 38    | 34    | 14    | 1     | 0     | 7     | 13    | .449     | .357     | 2        | 11    |
| 2017     | 愛媛     | .344  | 57    | 249   | 227   | 31    | 78    | 14       | 3        | 8        | 49    | 17    | 18    | 1     | 0     | 3     | 13    | .537     | .389     | 5        | 10    |
| 2018     | 信濃     | .345  | 63    | --    | 264   | 63    | 91    | 13       | 1        | 20       | 66    | 39    | 24    | 3     | 0     | 5     | 11    | .629     | .399     | 8        | 9     |
| 2019     | 群馬     | .334  | 66    | --    | 296   | 71    | 99    | 18       | 2        | 25       | 79    | 31    | 17    | 0     | 0     | 4     | 13    | .662     | .366     | 3        | 6     |
| IL：3年  | IL：3年  | .327  | 153   | 621   | 571   | 77    | 187   | 33       | 6        | 13       | 96    | 66    | 35    | 3     | 1     | 10    | 30    | .475     | .363     | 10       | 26    |
| BCL：2年 | BCL：2年 | .339  | 129   | --    | 560   | 134   | 190   | 31       | 3        | 45       | 145   | 70    | 41    | 3     | 0     | 9     | 24    | .646     | .382     | 11       | 15    |

- 各年度の太字はリーグ最高

### 背番号
- 140 （2013年）
- 13 （2015年 - 2017年、2019年）
- 80 （2018年）